# Temporada 1986-87 de los Philadelphia 76ers
La temporada 1986-87 fue la trigésimo octava de los Philadelphia 76ers en la NBA, y la vigésimo cuarta en Filadelfia, Pensilvania, tras haber jugado hasta entonces en Syracuse bajo el nombre de Syracuse Nationals. La temporada regular acabó con 54 victorias y 28 derrotas, ocupando el tercer puesto de la conferencia Este, clasificándose para los playoffs, en los que cayeron en primera ronda ante Milwaukee Bucks.

## Elecciones en elDraft
| Ronda | Puesto | Jugador       | Posición | Nacionalidad   | Universidad |
| ----- | ------ | ------------- | -------- | -------------- | ----------- |
| 2     | 44     | David Wingate | Escolta  | Estados Unidos | Georgetown  |
| 3     | 67     | Ron Rowan     | Alero    | Estados Unidos | St. John's  |

## Temporada regular
| División Atlántico   | División Atlántico | División Atlántico | División Atlántico | División Atlántico | División Atlántico | División Atlántico | División Atlántico | División Atlántico |
| Equipo               | G                  | P                  | %                  | PD                 | Casa               | Fuera              | Div                |                    |
| -------------------- | ------------------ | ------------------ | ------------------ | ------------------ | ------------------ | ------------------ | ------------------ | ------------------ |
| y-Boston Celtics     | 59                 | 23                 | .720               | –                  | 39–2               | 20–21              | 15–9               |                    |
| x-Philadelphia 76ers | 45                 | 37                 | .549               | 14                 | 28–13              | 17–24              | 12–12              |                    |
| x-Washington Bullets | 42                 | 40                 | .512               | 17                 | 27–14              | 15–26              | 13–11              |                    |
| New Jersey Nets      | 24                 | 58                 | .293               | 35                 | 19–22              | 5–36               | 12–12              |                    |
| New York Knicks      | 24                 | 58                 | .293               | 35                 | 18–23              | 6–35               | 8–16               |                    |

## Playoffs

### Semifinales de Conferencia
Milwaukee Bucks  vs. Philadelphia 76ers
| Fecha       | Partido                                     | Ciudad       |
| ----------- | ------------------------------------------- | ------------ |
| 24 de abril | Milwaukee Bucks 107, Philadelphia 76ers 104 | Milwaukee    |
| 26 de abril | Milwaukee Bucks 122, Philadelphia 76ers 125 | Milwaukee    |
| 29 de abril | Philadelphia 76ers 120, Milwaukee Bucks 121 | Philadelphia |
| 1 de mayo   | Philadelphia 76ers 124, Milwaukee Bucks 118 | Philadelphia |
| 3 de mayo   | Milwaukee Bucks 102, Philadelphia 76ers 89  | Milwaukee    |
|             | Milwaukee Bucks gana las series 3-2         |              |

## Estadísticas
| Rk | Jugador         | Edad | P  | PT | MP   | TC  | TCI  | %TC  | T3  | T3I | %T3  | TL  | TLI | %TL  | RO  | RD  | RT   | AS  | RB  | TAP | BP  | FP  | PTS  |
| -- | --------------- | ---- | -- | -- | ---- | --- | ---- | ---- | --- | --- | ---- | --- | --- | ---- | --- | --- | ---- | --- | --- | --- | --- | --- | ---- |
| 1  | Charles Barkley | 23   | 68 | 62 | 40.3 | 8.2 | 13.8 | .594 | 0.3 | 1.5 | .202 | 6.3 | 8.3 | .761 | 5.7 | 8.9 | 14.6 | 4.9 | 1.8 | 1.5 | 4.7 | 3.7 | 23.0 |
| 2  | Maurice Cheeks  | 30   | 68 | 68 | 38.6 | 6.1 | 11.6 | .527 | 0.1 | 0.3 | .235 | 3.3 | 4.3 | .777 | 0.7 | 2.5 | 3.2  | 7.9 | 2.6 | 0.2 | 2.5 | 1.6 | 15.6 |
| 3  | Tim McCormick   | 24   | 81 | 79 | 34.8 | 4.8 | 8.9  | .545 | 0.0 | 0.0 | .000 | 3.1 | 4.3 | .719 | 2.2 | 5.3 | 7.5  | 1.4 | 0.4 | 0.8 | 1.9 | 3.3 | 12.8 |
| 4  | Roy Hinson      | 25   | 76 | 58 | 32.8 | 5.2 | 10.8 | .478 | 0.0 | 0.0 | .000 | 3.6 | 4.7 | .758 | 2.0 | 4.4 | 6.4  | 0.8 | 0.6 | 2.1 | 2.0 | 3.7 | 13.9 |
| 5  | Julius Erving   | 36   | 60 | 60 | 32.0 | 6.7 | 14.2 | .471 | 0.2 | 0.9 | .264 | 3.2 | 3.9 | .813 | 1.9 | 2.5 | 4.4  | 3.2 | 1.3 | 1.6 | 2.6 | 2.3 | 16.8 |
| 6  | Cliff Robinson  | 26   | 55 | 30 | 28.8 | 6.1 | 13.3 | .464 | 0.0 | 0.1 | .000 | 2.5 | 3.3 | .755 | 1.6 | 4.0 | 5.6  | 1.6 | 1.6 | 0.5 | 2.2 | 2.7 | 14.8 |
| 7  | Sedale Threatt  | 25   | 28 | 8  | 23.9 | 3.9 | 9.3  | .414 | 0.3 | 0.6 | .438 | 1.5 | 1.9 | .792 | 0.6 | 1.4 | 2.0  | 2.9 | 1.1 | 0.1 | 1.7 | 2.7 | 9.5  |
| 8  | Jeff Ruland     | 28   | 5  | 2  | 23.2 | 3.8 | 5.6  | .679 | 0.0 | 0.0 |      | 1.8 | 2.4 | .750 | 2.4 | 3.2 | 5.6  | 2.0 | 0.0 | 0.8 | 2.0 | 2.6 | 9.4  |
| 9  | David Wingate   | 23   | 77 | 9  | 20.9 | 3.4 | 7.8  | .430 | 0.2 | 0.7 | .250 | 1.9 | 2.6 | .741 | 0.9 | 1.1 | 2.0  | 2.0 | 1.2 | 0.2 | 1.7 | 2.2 | 8.8  |
| 10 | Andrew Toney    | 29   | 52 | 12 | 20.3 | 3.8 | 8.4  | .451 | 0.4 | 1.3 | .328 | 2.6 | 3.2 | .796 | 0.3 | 1.3 | 1.6  | 3.6 | 0.3 | 0.2 | 2.2 | 1.5 | 10.6 |
| 11 | Steve Colter    | 24   | 43 | 13 | 19.7 | 2.8 | 5.9  | .471 | 0.1 | 0.2 | .500 | 1.1 | 1.6 | .721 | 0.3 | 1.2 | 1.5  | 2.7 | 0.9 | 0.1 | 0.9 | 1.4 | 6.8  |
| 12 | Jim Lampley     | 26   | 1  | 0  | 16.0 | 1.0 | 3.0  | .333 | 0.0 | 0.0 |      | 1.0 | 2.0 | .500 | 1.0 | 4.0 | 5.0  | 0.0 | 1.0 | 0.0 | 1.0 | 0.0 | 3.0  |
| 13 | World B. Free   | 33   | 20 | 2  | 14.3 | 2.0 | 6.2  | .317 | 0.1 | 0.5 | .222 | 1.8 | 2.4 | .766 | 0.3 | 0.7 | 1.0  | 1.5 | 0.3 | 0.2 | 0.9 | 1.3 | 5.8  |
| 14 | Danny Vranes    | 28   | 58 | 6  | 14.1 | 1.0 | 2.4  | .428 | 0.0 | 0.1 | .200 | 0.4 | 0.8 | .467 | 0.9 | 1.6 | 2.5  | 0.5 | 0.6 | 0.4 | 0.4 | 2.2 | 2.4  |
| 15 | Mark McNamara   | 27   | 11 | 1  | 10.3 | 1.3 | 2.7  | .467 | 0.0 | 0.0 |      | 0.6 | 1.7 | .368 | 1.5 | 1.7 | 3.3  | 0.2 | 0.1 | 0.0 | 0.7 | 1.5 | 3.2  |
| 16 | Kenny Green     | 22   | 19 | 0  | 9.1  | 1.3 | 3.7  | .357 | 0.0 | 0.0 |      | 0.7 | 1.0 | .737 | 0.3 | 1.2 | 1.5  | 0.4 | 0.2 | 0.1 | 0.8 | 0.4 | 3.4  |

## Galardones y récords
| Jugador         | Galardón                                        |
| Charles Barkley | 2.º Mejor quinteto de la NBA All-Star           |
| Maurice Cheeks  | 2.º Mejor quinteto defensivo de la NBA All-Star |
| Julius Erving   | All-Star                                        |